# قضیه اسپراگ–گراندی
قضیه اسپراگ-گراندی (به انگلیسی: Sprague–Grundy theorem) در نظریه بازی‌های ترکیبیاتی بیان می‌دارد هر بازی منصفانه‌ای با شرط بازی کردن متعادل، با بازی نیم معادل است. مقیاس گراندی یا مقدار نیم، عدد یکتایی است که معادل بازی نیم متناظر است.
این قضیه توسط رولاند پرسیوال اسپراگ و پاتریک مایکل گراندی به صورت مستقل از هم در دهه ۴۰ قرن ۱۹ کشف شد.‍